# Desideria mirabilis
Desideria mirabilis là một loài thực vật có hoa trong họ Cải. Loài này được Pamp. mô tả khoa học đầu tiên năm 1926.